# Корбјер (Горњопровансалски Алпи)
Корбјер (фр. Corbières) насеље је и општина у Француској у региону Прованса-Алпи-Азурна обала, у департману Горњопровансалски Алпи која припада префектури Форсалкје.
По подацима из 2011. године у општини је живело 1014 становника, а густина насељености је износила 53,2 становника/km². Општина се простире на површини од 19,06 km². Налази се на средњој надморској висини од 300 метара (максималној 531 m, а минималној 256 m).

## Демографија
| 1962. | 1968. | 1975. | 1982. | 1990. | 1999. | 2011. |
| ----- | ----- | ----- | ----- | ----- | ----- | ----- |
| 441   | 633   | 483   | 660   | 786   | 791   | 1.014 |

График промене броја становника у току последњих година